# Ferrari SF90
Ne doit pas être confondu avec la Ferrari SF90 Stradale.
Chronologie des modèles (2019)
Ferrari SF71H Ferrari SF1000
La Ferrari SF90 est la monoplace de Formule 1 engagée par la Scuderia Ferrari dans le cadre du championnat du monde de Formule 1 2019. Elle est pilotée par l'Allemand Sebastian Vettel et par le Monégasque Charles Leclerc.
Conçue par l'ingénieur italien et nouveau patron de l'écurie, Mattia Binotto, la SF90 est présentée le 15 février 2019 sur internet.

## Création de la monoplace
La monoplace reprend les normes de la réglementation 2019 avec un aileron avant plus large et simplifié, un aileron arrière plus haut avec un DRS qui peut s'ouvrir de manière plus grande.
La SF90 privilégie le passage de l'air vers l'extérieur des pneus par rapport à la Mercedes-AMG F1 W10 EQ Power+ ou la Red Bull RB15 sur l'aileron avant. Elle conserve son approche des pontons que toutes les autres équipes ont copiée sauf Mercedes. Un gros travail a été fait pour affiner l'arrière de la monoplace. 
La monoplace prend une couleur rouge mat ; Mattia Binotto déclare qu'il s'agit d'une solution « exclusivement technique qui permet d'éliminer quelques centaines de grammes. »

## Résultats en championnat du monde de Formule 1
| Saison | Écurie                                           | Moteur                                 | Pneus   | Pilotes          | Courses | Courses | Courses | Courses | Courses | Courses | Courses | Courses | Courses | Courses | Courses | Courses | Courses | Courses | Courses | Courses | Courses | Courses | Courses | Courses | Courses | Points inscrits | Classement |
| Saison | Écurie                                           | Moteur                                 | Pneus   | Pilotes          | 1       | 2       | 3       | 4       | 5       | 6       | 7       | 8       | 9       | 10      | 11      | 12      | 13      | 14      | 15      | 16      | 17      | 18      | 19      | 20      | 21      | Points inscrits | Classement |
| ------ | ------------------------------------------------ | -------------------------------------- | ------- | ---------------- | ------- | ------- | ------- | ------- | ------- | ------- | ------- | ------- | ------- | ------- | ------- | ------- | ------- | ------- | ------- | ------- | ------- | ------- | ------- | ------- | ------- | --------------- | ---------- |
| 2019   | Scuderia Ferrari Scuderia Ferrari Mission Winnow | Ferrari V6 turbo hybride Type 064 1.6L | Pirelli |                  | AUS     | BAH     | CHI     | AZE     | ESP     | MON     | CAN     | FRA     | AUT     | GBR     | ALL     | HON     | BEL     | ITA     | SIN     | RUS     | JAP     | MEX     | USA     | BRE     | ABU     | 504             | 2e         |
| 2019   | Scuderia Ferrari Scuderia Ferrari Mission Winnow | Ferrari V6 turbo hybride Type 064 1.6L | Pirelli | Sebastian Vettel | 4e      | 5e      | 3e      | 3e      | 4e      | 2e      | 2e      | 5e      | 4e      | 16e     | 2e      | 3e      | 4e      | 13e     | 1er     | Abd.    | 2e      | 2e      | Abd.    | Abd.    | 5e      | 504             | 2e         |
| 2019   | Scuderia Ferrari Scuderia Ferrari Mission Winnow | Ferrari V6 turbo hybride Type 064 1.6L | Pirelli | Charles Leclerc  | 5e      | 3e      | 5e      | 5e      | 5e      | Abd.    | 3e      | 3e      | 2e      | 3e      | Abd.    | 4e      | 1er     | 1er     | 2e      | 3e      | 6e      | 4e      | 4e      | Abd.    | 3e      | 504             | 2e         |

Légende : ici 